# Francisco Augusto Conte
Francisco Augusto Conte (Cádiz, 1821-La Habana, 1891) fue un escritor, periodista y economista español emigrado a Cuba, donde terminó inscrito en posiciones favorables a la autonomía de la isla.

## Biografía
Nació en 1821, el día 26 de junio. Era natural de Cádiz. Llegó a La Habana el 17 de enero de 1869, a la edad de cuarenta y siete años, a bordo del vapor Guipúzcoa y comenzó inscrito en posiciones unionistas, próximas a las de José María Avendaño, fundador y presidente del Casino Español de La Habana. Publicó artículos en La Voz de Cuba, de cuya dirección se hizo cargo el 23 de octubre de 1871 hasta su cese el 5 de abril de 1873. De inclinación abolicionista, inicialmente se mostró opuesto a la autonomía cubana, si bien a lo largo de la década de 1870 cambió de opinión y viró al autonomismo. Después de la sublevación del 26 de agosto de 1879 pasó a formar parte de la Junta Central del Partido Liberal. Versado en materias políticas y económicas, escribió en publicaciones periódicas como El Triunfo y El País de La Habana, y fue autor de títulos como Exámen de la Hacienda pública de España, La lucha política en Cuba o de opúsculos publicados por la Revista Cubana como «La situación monetaria y su reforma», «Tierra, población é industria» y «Las aspiraciones del Partido Liberal de Cuba».Falleció el 1 de noviembre de 1891 en La Habana.